# Дом д’Арманьяк
Дом д’Арманьяк — один из древнейших, наиболее знатных и могущественных домов Гаскони, правивший графством Арманьяк.

## Происхождение
Хлотарь II († 629), король всех франков с 623 года, правнук Хлодвига (ок. 466 — 27 ноября 511), первого короля франков, разделив по обычаю меровингских королей свои земли между сыновьями, отдал Аквитанию младшему сыну, Хариберту(† 631/2). Существует версия, что от брака с дочерью и наследницей Арно (или Амандуса), герцога Васконии, Хариберт стал родоначальником разветвленной ветви Меровингов, из которой вышли герцоги Гаскони, короли Наварры, Кастилии и Леона, первые графы Арагона и большое число знатнейших гасконских и испанских сеньоров. Однако никаких источников, подтверждающих это происхождение, не существует.
Более менее достоверно генеалогия гасконских герцогов прослеживается с Лупа II (ум. 778/9), герцога Васконии (Гаскони). Скорее всего он был потомком Лупа I, герцога Аквитании в 670—676 годах. Гасконские герцоги вели непримиримую борьбу за свою независимость с королями северных франков. Существует версия, что герцог Луп II разгромил в Ронсевале (15 апреля 778) арьергард армии Карла Великого, что послужило поводом к столь многочисленным поэмам, в том числе и знаменитой Песне о Роланде, которая превратила герцога Лупа и его басков в мавров.
Потомки Лупа II обосновались к югу от Пиренеев, но в каждом поколении один из его потомков, по призыву васконцев, отправлялся на север, где руководил борьбой с франками.
В 850 или 852 году Санш II Санше (ум. 864), потомок Лупа II, заключил мир с Карлом Лысым, и его сын, Санш III (ум. до 893), по прозванию Митарра или Мендитарра, (то есть, Горец, Пришедший из-за гор), призванный по обычаю васконцами в качестве военного лидера, в 864 году стал первым главой каролингского герцогства-бенефиции Гасконь. Но вскоре он превратит своё владение в наследственное, что будет узаконено эдиктом в Керси-сюр-Уаз (877).
Сын и наследник Санчо III Митарра, Гарсиа II Санчес (ок. 860. — 920/26), именуемый ле Курбе (фр. le Courbe — Согнутый), согласно обычаю, в 920 году разделил свои владения между сыновьями:
Санчо IV Гарсиас († 961) получил графство Гасконь с титулом герцога, то есть, условного сюзерена всех практически независимых гасконских земель.
Гильен Гарсиас († 965) получил графство Фезансак;
Арно Гарсиас († 960), именуемый Ноннат (фр. Nonnat — нерождённый, то есть, появившийся на свет при помощи кесарева сечения), получил Астарак

## Первый дом д’Арманьяк, именуемый также Гасконским
Гильен Гарсиас, граф де Фезансак и д’Арманьяк, разделил свои земли между сыновьями:
Одон († 985), стал графом Фезансака; по имени его столицы его иногда именовали графом Оша.
Фределон († вскоре после 965), получил землю Го (или Гор).
Бернар, получил Арманьяк с резиденцией в Эньяне.

### Де Фезансак и де Монтескью-Фезансак
Старшая ветвь графов де Фезансак угасла и в 1140 году графство Фезансак перешло по браку его наследницы с Жеро III к графам д’Арманьякам. С этого времени оба графства больше не разделялись; в титуловании Арманьяк шёл перед Фезансаком, но официально Фезансак сохранил своё превосходство.
В начале XI века от рода Фезансак отделилась чрезвычайно разветвленная ветвь, известная под именем де Монтескью. В числе её потомков знаменитый полководец XVI века Блез де Монлюк († 1572). Пьер де Монтескью, граф д’Артаньян († 1725), получил жезл маршала Франции. Несколько представителей этого рода, приняв имя де Монтескью-Фезансак, играли достаточно важную роль в революции 1789 года и последующих событиях. Портрет поэта Робера де Монтескью-Фезансака († 1921) см. на странице, посвященной Джованни Больдини. Франсуаза де Монтескью стала матерью Шарля де Баца де Кастельмора († 1673), имя которого, взятое им по названию одного из владений семьи его матери, д’Артаньян, стало бессмертным благодаря романам Александра Дюма.
Род де Монтескью существует до настоящего времени.

### Д’Арманьяк

Герб графов д’Арманьяк

Первые графы д’Арманьяк ничем не выделялись из множества мелкоземельных гасконских сеньоров. Не изменило это положение и то, что Бернар II, внук первого самостоятельного графа д’Арманьяка, благодаря наследству матери, с 1040 по 1052 год был герцогом Гаскони. Они больше тяготели к соседней Испании, чем к далекой Франции. Так в хартии 1022 года Санчо Великий, король Наварры, именуется «верховным правителем Кастилии, Арагона, всей Гаскони и графства Тулузы». Последний герцог гасконского корня, Санчо Гийом, считался испанским принцем. Следует отметить и испанский обычай именоваться на испанский манер: к собственному имени добавлять имя отца. Во многих генеалогиях первые Бернары, графы д’Арманьяки, упоминаются как Бернардо.
Лишь присоединение Гаскони, вассалами которой были д’Арманьяки, к французской Аквитании, вовлекло их в сферу влияния французской короны.
Присоединение графства Фезансака к владениям Арманьяков в 1140 году послужило началом роста могущества семьи.

## Второй дом д’Арманьяк, именуемый также де Ломань
В 1215 году произошла смена дома, владеющего графствами Арманьяк и Фезансак. Бездетного Жеро IV († 1215), сменил его двоюродный племянник, Жеро V († 1219). Некоторые исследователи, в том числе и знаменитый отец Ансельм, не заметили этого перехода, считая Жеро IV и Жеро V за одного и того же человека. Это вызвало путаницу со следующим графом д’Арманьяком этого имени. Некоторые его нумеруют VI, а другие — V.
Жеро V был сыном Бернара д’Арманьяка († 1202), виконта де Фезансаге, племянника Бернара IV († 1193), графа д’Арманьяка и де Фезансака, с которым его иногда отождествляют. О происхождении Бернара д’Арманьяка, виконта де Фезансаге, существует тоже несколько версий. Согласно самой распространённой из них, он был сыном Одона де Ломаня, сеньора де Фирмакона и Маскарозы д’Арманьяк, сестры Бернара IV. Но существует и такая гипотеза, что его отцом был Одон д’Арманьяк († 1204), брат Бернара IV, и виконт де Ломань как наследник своей матери. Род виконтов де Ломань вел своё начало от Санчо IV Гарсиаса, графа и герцога Гаскони, старшего брата Гильена Гарсиаса, первого графа де Фезансака и д’Арманьяка.
После смерти сына Жеро V, Бернара V (1245/6), графства снова на некоторое время поменяли правителя. Их наследовала сестра Бернара V, Маскароза († 1249), жена Арно III Одона († 1256), виконта де Ломаня, и передала их своей дочери, Маскарозе II де Ломань († 1256), жене Эскива де Шабанне, († 1283), графа де Бигора. Смерть бездетной Маскарозы II лишила каких-либо прав на Арманьяк и Фезансак как Арно III Одона де Ломаня, так и Эскива де Шабанне, и Жеро († 1285), сын Роже д’Арманьяка († 1245), виконта де Фезансаге, младшего брата Жеро V, стал единственным наследником обоих графств.
Его брак с Матой де Беарн, дочерью Гастона VII († 1290), виконта де Беарна и Маты де Бигор, вызвал длительный конфликт с домом де Фуа, потомками Маргариты, старшей дочери Гастона VII, по поводу беарнского наследства. Этот конфликт, то затихая, то возгораясь вновь, переходя то в судебные процессы, то на поле битвы, продолжался 89 лет.

## Рост могущества дома д’Арманьяк

Герб графов д’Арманьяк и де Родез

Сын Жеро VI, Бернар VI († 1319), положил традицию верности дома д’Арманьяк короне Франции. Женившись на наследнице графства Родез, он присоединил это графство к своим доменам. Его сын, Жан I († 1373), женившись на правнучке Людовика Святого, вошёл в число «сеньеров крови Франции». Он присоединил к своим доменам виконтства Ломань и Овиллар, наследство его первой жены. Он выдал своих дочерей за Жана Французского, герцога де Берри, и за дона Хуана, наследника короны Арагона. Его могущество и дипломатический опыт заставляли считаться с ним, и даже просить о его помощи и содействии, многих европейских монархов и римских пап. Его деятельность в качестве королевского наместника Лангедока, а затем советника своего зятя, герцога де Берри, несмотря на соседство английской Аквитании, обеспечила на Юге больше порядка и относительного спокойствия, чем на Севере. Когда по условиям мира в Бретиньи (1360) вся Гасконь и Руэрг стали английскими, именно он, буквально заставив Карла V оказать ему поддержку, вернул Юг короне Франции.
Жан III († 1391), внук Жана I, благодаря браку с наследницей графства Комменж, присоединил это графство к своим доменам, но ненадолго. Его ранняя гибель и вторичная, а вскоре и третья женитьба его вдовы, отторгла Комменж от доменов дома д’Арманьяк, хотя последующие графы неоднократно пытались вернуть его себе, хотя бы и вооружённым путём.
Бернар VII († 1418), брат и наследник Жана III, ещё одна знаковая фигура в истории Франции. Зять Жана Французского, герцога де Берри, и тесть Шарля Французского, герцога д’Орлеана, он присоединил к своим землям виконтство Фезансаге и графство Пардиак, владения младшей ветви дома д’Арманьяк, уничтожив её последних представителей. Он возглавил группировку принцев, боровшихся за власть над безумным королём Карлом VI, которая называлась «орлеанская партия», но вскоре стала называться «партией арманьяков». Раскол Франции на партии привел к итоге к Войне бургиньонов и арманьяков. После разгрома при Азенкуре (1415), он стал коннетаблем Франции и фактически возглавил правительство дофина Карла. Ценой самых жестоких, самых непопулярных мер, ему удается выправить положение, удержать верными королю важнейшие города страны. Название «арманьяк» стало синонимом патриота Франции. Это имя с гордостью носили Жанна д’Арк и её ближайшие соратники. Белый крест «арманьяков» стал отличительным знаком французской армии.

## Закат дома д’Арманьяк
Жан IV († 1450), сын Бернара VII, ослеплённый могуществом своего дома, решил создать из своих доменов независимое княжество. Он породнился с королевским домом Наварры. Ведя самостоятельную политику, он отошёл от Франции, искал союза с Кастилией, а позже сватал свою дочь за Генриха VI, короля Англии. Охотно участвовал во всех заговорах знати, которые могли бы ослабить королевскую власть.
Наконец терпение короля Карла VII лопнуло, и в конце 1445 году он направил против своего непокорного вассала мощную армию под командованием дофина Людовика, который осадил Л’Иль-Журден, где находились граф и его семья. Не желая бессмысленного кровопролития, Жан IV сдался на милость победителя. Он был отправлен в тюрьму Каркассонна, где провёл около трёх лет, его земли были заняты французскими войсками, а его дело было передано на рассмотрение Парижского парламента.
Среди перечня его преступлений и проступков, в общем-то применимого практически ко всем крупным сеньорам того времени, особенно выделялось присвоение им королевских прерогатив. На самом деле, Жан IV ничего не присваивал. Право носить корону и чеканить монету дом д’Арманьяк унаследовали от графов де Родез, которые с незапамятных времен короновались железной короной и, благодаря наличию на их землях серебряных рудников, чеканили т. н. родезский (фр. rodanoise) ливр стоимостью в половину турского ливра. И хотя монеты уже около века не чеканились, отказываться от этого права дом д’Арманьяк не собирался. Кроме того, как и большинство гасконских сеньоров, дом д’Арманьяк в своём титуле использовал формулировку: милостью божьей граф д’Арманьяк, и т. д. Когда-то эта формулировка означала лишь скромность владельца, который подчеркивал, что лишь благодаря безраздельной милости божьей владеет своей землей. Но постепенно, с лёгкой руки Гастона III Феба, графа де Фуа и виконта де Беарна, эта формулировка стала приобретать тот смысл, что её носитель держит свои земли непосредственно по воле божьей, и никакой иной сюзерен не властен над ним. Естественно, в таком виде эту формулировку королевская власть принять не могла. Король Карл VII потребовал от гасконцев отказаться от этой формулировки. Многие поспешили повиноваться, но только не Жан IV. В 1442 году он подал протест в Парижский парламент, где разъяснял, что его предки получили свои земли, которыми он теперь владеет не от королей Франции, а лишь по воле населяющего их народа и по милости божьей, так что королю Франции он ничем не обязан.
Незадолго до своей кончины, Жан IV получил от короля помилование и свободу, но не права, и закончил свои дни в своём замке Л’Иль-Журден как частное лицо.

## Гибель дома д’Арманьяк
Жан V († 1473), сын Жана IV, за своё участие в последних сражениях Столетней войны, вернул себе все земли и права своих предшественников. Снова зашла речь о графе милостью божьей, что теперь рассматривалось как прямое покушение на королевские права. Кроме того, разразился страшный скандал: Жан V вступил в кровосмесительную связь со своей сестрой Изабеллой, имел от неё детей и хотел вступить с ней в брак. Незамедлительно последовало отлучение брата с сестрой от церкви, подписанное самим папой. После нескольких безрезультатных попыток образумить нечестивца, король отправил против него армию. Жан V бежал в Арагон, а все его земли были конфискованы.
Новый король, Людовик XI, вступив на престол, в 1462 году вернул Жану V его земли. Вместо благодарности, тот имел неосторожность присоединиться к Лиге Общественного блага. При первой же возможности он покорился королю, причём всего лишь за отмену всех предыдущих приговоров. Но король смертельно возненавидел его. Отныне, чтобы Жан V ни делал, чтобы он ни сказал, король трактовал это лишь как уловки мятежника, старающегося усыпить бдительность и выждать время для решающего удара. В 1469 году, используя явно ложное обвинение Жана V в союзе с Англией, король послал против него войска. Осажденному в Лектуре, Жану V удалось, с горсткой своих сторонников, бежать, и укрыться в Испании.
Карл Французский, непримиримый соперник своего брата, Людовика XI, лишь только получил герцогство Гиень, тотчас же призвал к себе Жана V и вернул ему его владения. Внезапная смерть Шарля (1472) оставила Жана V один на один с французскими войсками, действующими в Гаскони. Он был осаждён в Лектуре и капитулировал на почётных условиях. Единственным его желанием осталась личная встреча с королём, где, как он уверен, ему не составит никакого труда оправдаться в выдвинутых против него ложных обвинениях. Понимая, что говорить с королём, не имея за собой никакой реальной силы, нет смысла, он решился на необычайно дерзкий поступок. 19 октября 1472 года он захватил Лектур, одну из лучших гасконских крепостей, вместе с королевским наместником, зятем короля, Пьером де Бурбоном, сиром де Божё и всем его штабом. После длительной осады Жан V в обмен на охранные грамоты согласился сдать город и отпустить заложников. При входе французских войск в город он был убит. Город подвергся разрушению, жители — избиению. Жанну де Фуа († 1476), жену графа, беременную на седьмом месяце, заставили выпить питье, вызывавшее выкидыш.
Шарль д’Арманьяк († 1497), виконт де Фезансаге, брат Жана V, виновный лишь в принадлежности к дому д’Арманьяк, около 13 лет провёл в заключении, причём более 10 лет — в Бастилии, где содержался в нечеловеческих условиях, часто подвергаясь пыткам. После смерти Людовика XI он получил свободу и даже владения своих предшественников, но тяжёлые лишения подорвали его рассудок, и вскоре решением Парламента Тулузы он был объявлен недееспособным. Он превратился лишь в игрушку в руках своих опекунов, назначаемых короной, которые хозяйничали на его землях. Последний наследник могущественного дома умер в полной нищете.

## Младшие ветви дома д’Арманьяк

### Герцоги де Немур

Герб графов де Пардиак, де ла Марш и герцогов де Немур

Бернар д’Арманьяк (ум. 1457/462), граф де Пардиак, младший сын коннетабля Бернара VII, графа д’Арманьяк, благодаря женитьбе получил графство-пэрство Ла Марш, графство Кастр и права на герцогство-пэрство Немур.
Его сын, Жак д’Арманьяк (ум. 1477), вместе со своим двоюродным братом, Жаном V, графом д’Арманьяком участвовал в Лиге общественного блага, и так же как и он, всю последующую жизнь пытался отвести от себя месть короля Людовика XI. В 1476 году он был осаждён в своем замке Карла, сдался на милость победителя, год провёл в Бастилии и, после длительного процесса, осуждён и казнён в Париже.
Его сыновья, Жан (ум. 1500) и Луи (ум. 1503), после смерти короля Людовика XI, вернули себе владения отца, но оба вскоре умерли, не оставив законного потомства.

### Виконты де Фезансаге
Гастон д’Арманьяк († 1320), второй сын Жеро VI, графа д’Арманьяка, стал родоначальником ветви виконтов де Фезансаге. Его внук, или правнук, Жеро III д’Арманьяк († 1401/3), виконт де Фезансаге, через брак, получил графство Пардиак. Его сын, Жан († 1401/3), ещё подростком, женился на наследнице графства Комменж, вдове Жана III, графа д’Арманьяка.
Возрастание могущества этой ветви дома д’Арманьяк, вызвали зависть Бернара VII, графа д’Арманьяка. Обвинив Жеро III в преступлениях против короны, он по приказу короля вошёл в его земли, захватил его и заточил в замке Родель, где тот вскоре умер. Напуганные таким оборотом его юные сыновья сдались на милость Бернара VII. Тот приказал отправить их в Родель. Младший из них, Арно-Гийем († 1401/3), при виде замка, в котором умер их отец, упал с лошади и умер, а старший, Жан, в заключении был ослеплён и тоже вскоре умер. После этого все их владения были присоединены к домену старшей ветви дома д’Арманьяк.

### Сеньоры и бароны де Терм
Роже д’Арманьяк († 1274), младший сын Роже д’Арманьяка († 1245), виконта де Фезансаге, и младший брат Жеро VI († 1285), графа д’Арманьяка и де Фезансака, стал родоначальником ветви сеньоров, а позже — баронов, де Терм. Наиболее известные представители этой ветви:
Жеро д’Арманьяк († 1377), сеньер де Терм, сенешаль графства Арманьяк.
Мано д’Арманьяк де Терм († 1392), сеньер де Бильер, его брат, один из военачальников Жана I, графа д’Арманьяка.
Тибо д’Арманьяк де Терм (1405—1457), соратник Жанны д’Арк, великий бальи Шартра, участник процесса по реабилитации Жанны.
Жан де Лекен, именуемый бастард д’Арманьяк († 1473), граф де Комменж, маршал Франции, сенешаль Валантинуа, губернатор Дофине и Гиени. На самом деле, он не был д’Арманьяком. Он был незаконным сыном Аннетты д’Арманьяк де Терм и Арно Гийома де Лекена, епископа Эр-сюр-л’Адур. Тем не менее он вошёл в историю именно как д’Арманьяк, пользовался их гербами и был узаконен в 1463 году под этим именем. Вернейший сторонник короля Людовика XI, не оставлявший его даже в изгнании, в годы его правления был осыпан его милостями, и, насколько хватало его сил, сдерживал его ненависть к мятежным принцам дома д’Арманьяк, которые величали его дядей. Видимо, это обращение и заставило отца Ансельма ошибочно считать его побочным сыном Жана IV, графа д’Арманьяка.
Ветвь д’Арманьяк де Терм угасла к 1500 году. Её наследница, Анна (или Аньес), вышла замуж за Жана де Вилье, сеньера де Камика. Их потомки, наследовав титул сеньеров де Терм, приняли имя и гербы д’Арманьяков. Эта ветвь угасла в конце XVII века.

### Д’Арманьяк-Кастане

Герб фамилии д’Арманьяк-Кастане до конца XVIII века, после чего они приняли герб графов д’Арманьяк и де Родез

В 1391 году некий рыцарь Пьер д’Арманьяк женился на наследнице сеньории Кастане в Руэрге. Происхождение этого Пьера неизвестно. Есть предположение, что он был побочным отпрыском ветви д’Арманьяк-Фезансаге.
Эта ветвь в XVI веке разделилась на ветвь баронов де Торьяк, угасшую в XVII веке, и ветвь сеньоров де Камбэрак, существующую и поныне.